# Nyctibora nigra
Nyctibora nigra es una especie de cucaracha del género Nyctibora, familia Ectobiidae. Fue descrita científicamente por Lopes, Oliveira & Tarli en 2014.
Habita en Brasil.